# Chalcosyrphus palitarsis
Chalcosyrphus palitarsis är en tvåvingeart som först beskrevs av Charles Howard Curran 1934.  Chalcosyrphus palitarsis ingår i släktet mulmblomflugor, och familjen blomflugor. Inga underarter finns listade i Catalogue of Life.